# Scoparia pyralella
Scoparia pyralella — вид лускокрилих комах родини вогнівок-трав'янок (Crambidae).

## Поширення
Вид поширений в Європі. Присутній у фауні України.

## Опис
Розмах крил 17-21 мм. Забарвлення крил світло-коричневе з візерунком з темно-коричневих та білих хвилястих поперечних смуг.

## Спосіб життя
Метелики літають у червні-липні. Трапляються на сухих луках. Личинки живляться гнилим листям різних низькорослих рослин.